# Kerim Zengin
Kerim Zengin (Mersin, 13 april 1985) is een Turkse voetballer die bij Sivasspor speelt. Hij kwam meermaals uit voor jeugdelftallen van het Turkse nationale team. Daarin speelde hij doorgaans in de voorhoede.

## Carrière
In het seizoen 2006/2007 maakte Zengin voor het eerst deel uit van het eerste elftal van Fenerbahçe, als rechtsback. In het seizoen 2007/08 werd hij uitgeleend aan Istanbul Büyükşehir Belediyespor om ervaring op te doen. Door de komst van Gökhan Gönül kon hij niet rekenen op speelminuten. Bij de blauw-oranje club uit Istanboel speelde hij wel als aanvaller. In 2009 vertrok hij naar Antalyaspor dat hij na een jaar inruilde voor Karabükspor. In 2011 tekende Zengin voor Sivasspor een contract van 1 jaar met nog een jaar optie. Maar in 2012 kocht Gençlerbirliği SK hem over voor 500.000€.

## Clubs

### Jeugd
- 1991-2000: Mersin Idman Yurdu

### Professionele carrière
- 2000-2009: Fenerbahçe
  - 2003-2006: Mersin Idman Yurdu (huur)
  - 2007-2009: Istanbul Büyükşehir Belediyespor (huur)
- 2009-2010: Antalyaspor
- 2010-2011: Karabükspor
- 2011-2012: Sivasspor
- 2012-heden: Gençlerbirliği SK